# Aspazija
Aspazija, właśc. Johanna Emīlija Lizete Rozenberga, Elza Pliekšāne (ur. 16 marca 1865 w Zalenieku Daukšas w Kurlandii, zm. 5 listopada 1943 w Rydze) – łotewska poetka i dramatopisarka, zwolenniczka emancypacji kobiet, posłanka na Sejm (1920–1934). Jej pseudonim pochodzi od Aspazji.

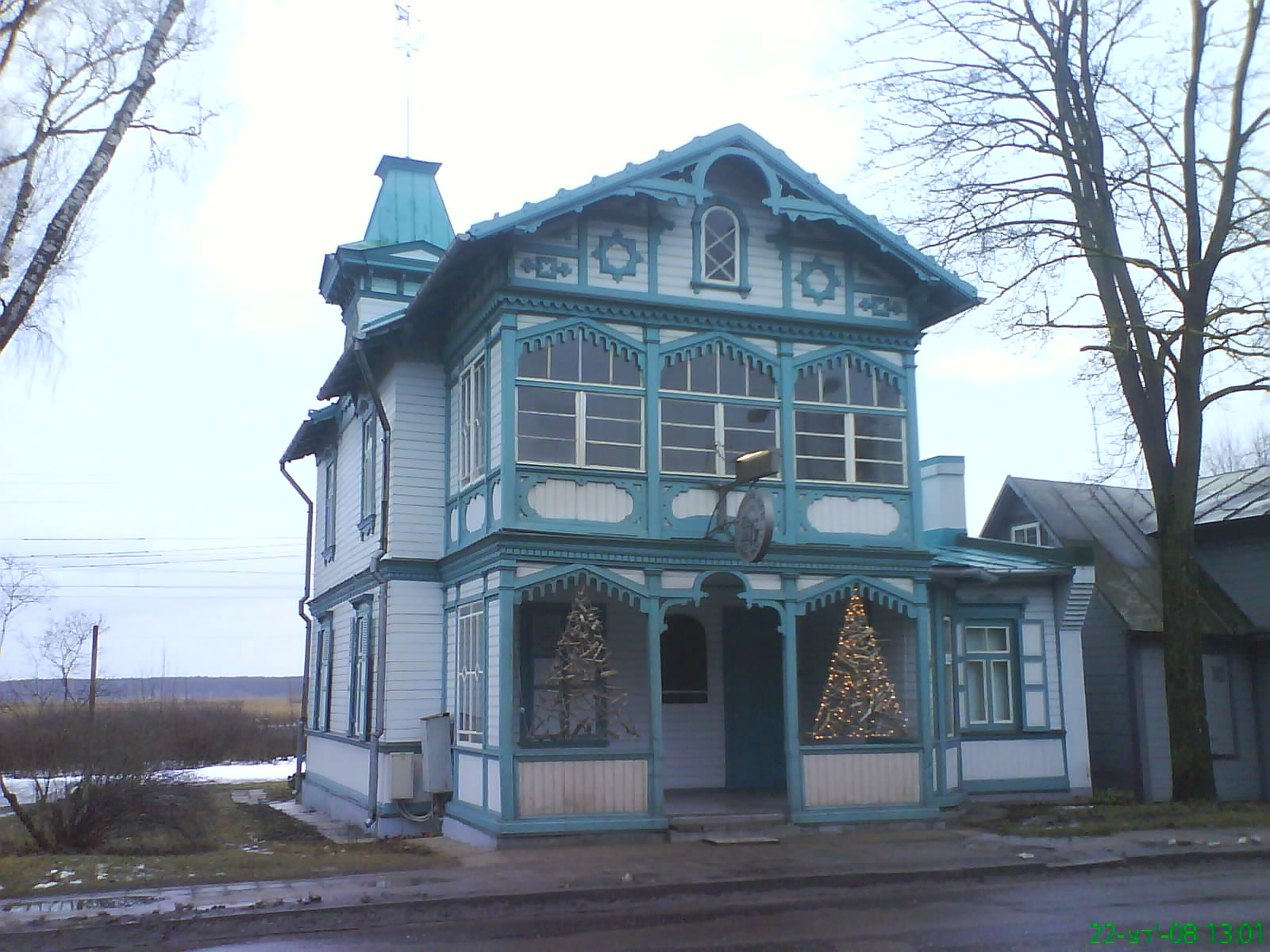
Dom Aspaziji w Dubultach, Jūrmala

## Życiorys
W 1884 ukończyła gimnazjum żeńskie w Rydze. W latach dziewięćdziesiątych XIX wieku pracowała jako nauczycielka, później znalazła pracę w jednym z ryskich teatrów. W 1897 poślubiła Rainisa. Razem z mężem przebywała w latach 1897–1903 na zesłaniu w Rosji. Od 1905 do 1920 para zamieszkiwała w Szwajcarii, skąd wróciła na Łotwę w 1920. Po powrocie do kraju Aspazija zasiadała nieprzerwanie w parlamencie łotewskim reprezentując w nim socjaldemokrację.
Początkowa twórczość Aspaziji jest zbliżona do realizmu, jednak później autorka coraz bardziej zagłębiała się w mroczny świat neoromantyzmu, szukając inspiracji w zamierzchłej przeszłości Łotwy (por. sztuka "Vaidelote"). W innych dramatach autorka wyrażała swój protest wobec świata opartego na dominacji pierwiastka męskiego w kulturze.
Aspazija przetłumaczyła "Quo vadis" Henryka Sienkiewicza na język łotewski.

## Wybrane dzieła
- "Vaidelote" (Wajdelotka, 1894)
- "Zaudētās tiesības" (Stracone prawa, 1894)
- "Dvēseles krēsla" (Zmierzch duszy, 1904)
- "Sidraba šķidrauts" (Srebrny welon, 1905)
- "Aspazija" (1923)